# Sü Jü-chua
Sü Jü-chua (čínsky pchin-jinem Xǔ Yùhua, znaky zjednodušené 许昱华, * 29. října 1976, Ťin-chua, Če-ťiang) je čínská šachistka, mistryně světa v šachu z let 2006 až 2008. Po Sie Ťün a Ču Čchen byla třetí čínskou mistryní světa v šachu.

## Tituly
V roce 2001 získala titul velmistryně (WGM). Titul velmistra (GM) získala v roce 2007 na základě zisku titulu mistryně světa žen.

## Soutěže jednotlivkyň
Vyhrála Mistrovství světa v šachu žen v roce 2006.

## Soutěže družstev
Je trojnásobná vítězka ze šachové olympiády žen s družstvem Číny z let 2000, 2002 a 2004.

### Šachové olympiády žen
Na osmi šachových olympiádách žen získala celkem 21 bodů ze 31 partií.
| Rok  | Olympiáda | Místo    | Deska | ELO  | Počet bodů | Odehráno partií | pořadí na šachovnici | pořadí družstvo |
| ---- | --------- | -------- | ----- | ---- | ---------- | --------------- | -------------------- | --------------- |
| 2000 | 34.       | Istanbul | 3.    | 2505 | 7,0        | 10              | 6.                   | 1.              |
| 2002 | 35.       | Bled     | 2.    | 2473 | 7,5        | 11              | 6.                   | 1.              |
| 2004 | 36.       | Calvià   | 2.    | 2487 | 6,5        | 10              | 8.                   | 1.              |